# Feliceto
Feliceto (korsisch U Fulgetu) ist eine Gemeinde auf der französischen Insel Korsika. Sie gehört zur gleichnamigen Region, zum Département Haute-Corse, zum Arrondissement Calvi und zum Kanton L’Île-Rousse. Die Bewohner nennen sich Fulgitinchi.

## Geografie
Feliceto liegt auf ungefähr 300 Metern über dem Meeresspiegel in der Balagne und grenzt im Norden an Santa-Reparata-di-Balagna, im Nordosten an Speloncato, im Osten an Nessa, im Südosten an Pioggiola, im Südwesten an Zilia, im Westen an Muro sowie im Nordwesten an Cateri und Sant’Antonino.
Der Stausee Lac de Codole befindet sich in Feliceto, Santa-Reparata-di-Balagna und Speloncato, mit der Staumauer „Barrage de Codole“ in der letztgenannten Gemeinde. Die Gemeindegemarkung hat einen Anteil am Bergmassiv Massif de Monte Grosso.
Örtliche Erhebungen heißen
- Scolca (285 m),
- Capu di Custa (286 m),
- Monte Longu (394 m),
- Capu a i Mori (455 m),
- Monte al Prato (924 m),
- Capu alla Forcella (1185 m),
- Cima di Cuzzia (1321 m),
- Cima Caselle (1622 m),
- San Parteo (1680 m),
- Punta di Accenata (1321 m).

## Bevölkerungsentwicklung
| Jahr      | 1962 | 1968 | 1975 | 1982 | 1990 | 1999 | 2008 | 2012 |
| --------- | ---- | ---- | ---- | ---- | ---- | ---- | ---- | ---- |
| Einwohner | 206  | 181  | 160  | 145  | 145  | 162  | 210  | 204  |

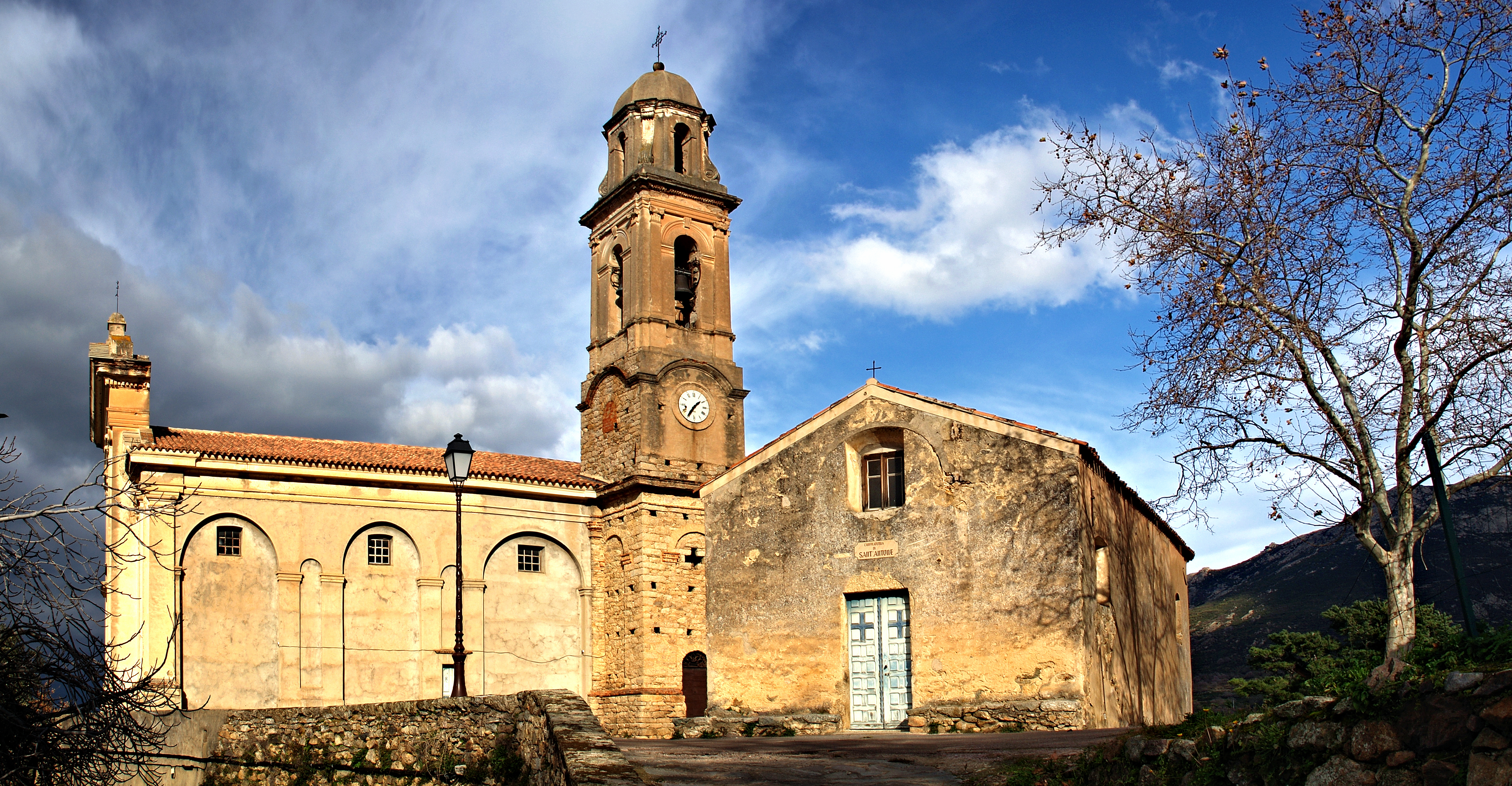
Kirche Saint-Nicolas
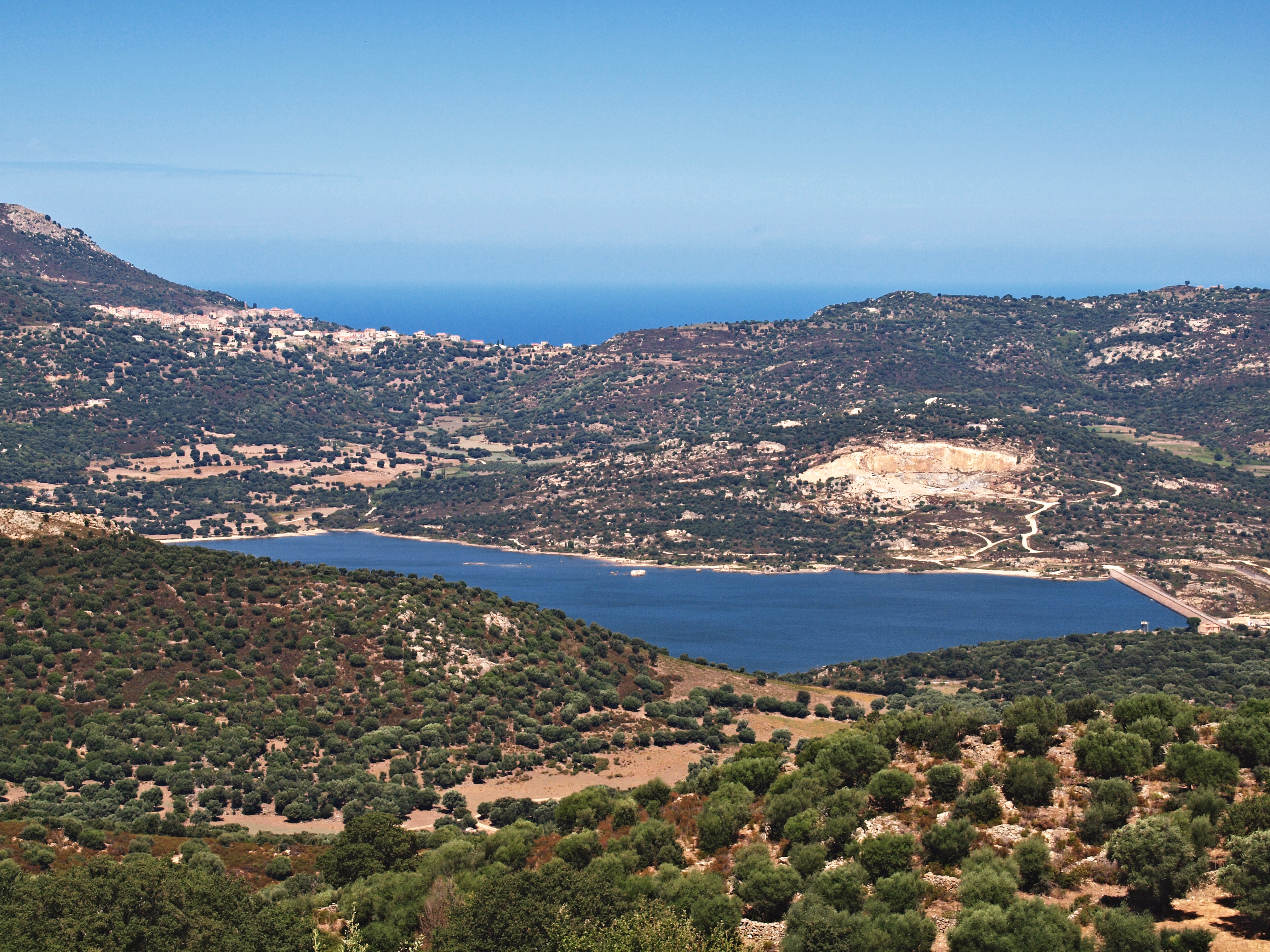
Stausee des Lac de Codole
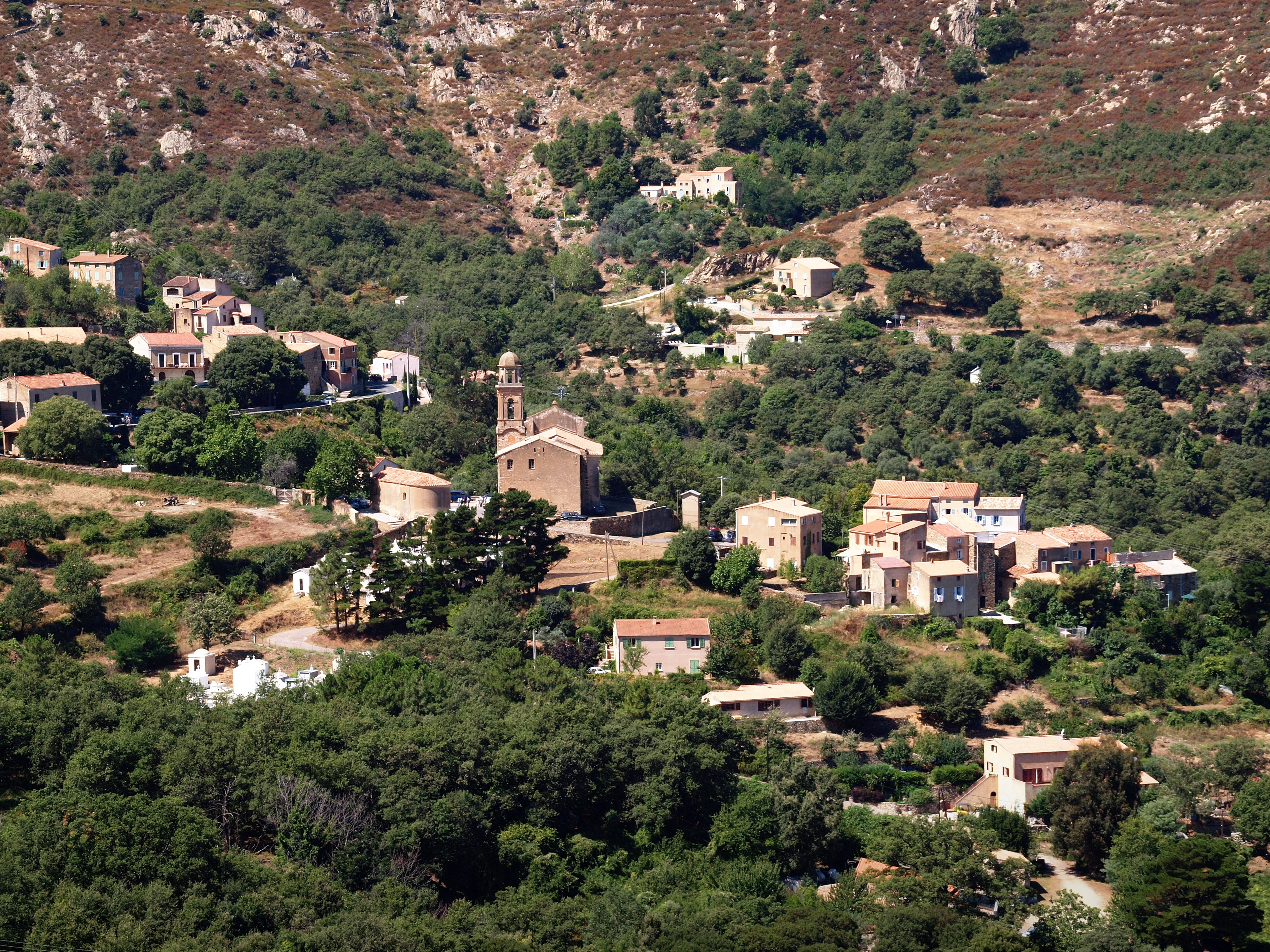
Ortsteil Strambolaccie resp. E Strumbulacce